# Sunday Morning (canção de Maroon 5)
"Sunday Morning" é o quarto single do álbum debut da banda Maroon 5, Songs About Jane.
O single chegou à posição #14 nos EUA, tornando-se o quarto single da banda a chegar no Top 20 de singles. Também chegou à posição #27 no Reino Unido e na #7 na América Latina, tornando-se o terceiro single consecutivo no Top 10. Fez parte da trilha sonora da telenovela Como Uma Onda.

## Estrutura
A canção, escrita na tonalidade de dó maior, segue uma forma simples de verso-refrão precedida por uma introdução e usa a conhecida progressão ii-V-I comum no jazz, R&B e soul. Os acordes seguem uma sequência de Dm9-G13-Cmaj9 ao longo da música.

## Faixas
1. "Sunday Morning"
2. "Shiver" (ao vivo no Hard Rock Live)
3. "Through with You" (ao vivo no Hard Rock Live)

## Videoclipe
O clipe da canção conta com a banda tocando na Abbey Road Studios tão bem quanto em uma cena de karaokê que começa com um japonês cantando This Love com o bar fechado. Adam Levine disse que a ideia do vídeo surgiu para a banda quando eles estavam no Japão e mostraram algumas de suas músicas em uma lista de karaokê num bar japonês.

## Desempenho nas paradas musicais
| Paradas (2004/2005)                                      | Melhor posição |
| -------------------------------------------------------- | -------------- |
| América Latina - Parada de Singles                       | 7              |
| África do Sul - Top 40                                   | 1              |
| Austrália - ARIA Charts                                  | 27             |
| Estados Unidos - Billboard Hot 100                       | 14             |
| Estados Unidos - Billboard Hot Adult Contemporary Tracks | 15             |
| Estados Unidos - Billboard Pop 100                       | 22             |
| Irlanda - Parada de Singles                              | 22             |
| Itália - Rádios                                          | 1              |
| Nova Zelândia - RIANZ - Parada de Singles                | 21             |
| Reino Unido - UK Singles Chart                           | 27             |